# Mohammed Al-Quhali
Mohammed Hasan Mohammed Gaber Al-Quhali (arab. محمد القهالي ;ur. 1 stycznia 1995) – jemeński zapaśnik walczący w obu stylach. Zajął piąte miejsce na igrzyskach azjatyckich w 2014 i 2018. Piętnasty na mistrzostwach Azji w 2012. Drugi na mistrzostwach arabskich w 2019 i trzeci w 2018 roku.